# Station Dobryszyce koło Radomska
Station Dobryszyce is een spoorwegstation in de Poolse plaats Dobryszyce.